# دربنداسفجیر
دربند اسفجیر (به کرمانجی: دِروَند) نام روستایی در بخش خبوشان از توابع شهرستان فاروج استان خراسان شمالی است.

## موقعیت
این روستا در فاصله 22 کیلومتری شمال غربی فاروج واقع شده و از شمال به روستای کوران کردیه، از شرق به روستای اسفجیر، از غرب به روستای ترقی و از جنوب به روستای حصار اندف محدود شده است.

## جمعیت و زبان
این روستا دارای 214 نفر جمعیت است و به زبان کرمانجی که از گویش های زبان کردی است سخن می گویند.

## محصولات کشاورزی
مردم این روستا به دامپروری و کشاورزی مشغول هستند و عمده محصولات کشاورزان گردو، انگور، سیب، گیلاس و زردآلو می باشد.

## جغرافیای طبیعی
روستای دربند اسفجیر در کنار کوه شاداغی واقع شده و به دلیل اینکه اطراف این روستا کوه ها و تپه های فراوانی وجود دارد به همین نام (دربند) شناخته می شود.
رود اسفجیر و دربند از این روستا عبور می کند و به خاطر دارا بودن چشمه ها و قنات های فراوان، جزو سرسبزترین و زیباترین روستاهای منطقه می باشد و هر ساله تعداد زیادی از مردم جهت گذراندن اوقات فراغت به این منطقه سفر می کنند.